# Blob emoji
Les emoji blob ou  Noto emoji de Google ont été une caractéristique de son système d'exploitation mobile Android entre 2013 et 2017.

## Histoire
Google a introduit les blobs dans le cadre de son système d'exploitation mobile Android KitKat en 2013. L'année suivante, Google a étendu le style de blob pour inclure les emojis qui représentent normalement les humains. Par exemple, au lieu d'une danseuse de flamenco dans le style emoji d'Apple et ses dérivés, l'émoji de Google était un blob portant une rose entre les dents. En 2016, Google a repensé ses blobs en forme de gouttes de gomme. Tandis que le Consortium Unicode, le groupe qui établit des normes d'emoji, a introduit des options de couleur de peau et de genre aux emojis, les emojis de Google sont progressivement apparus plus comme des humains et moins comme des taches jaunes et amorphes. Google a retiré les blobs en 2017 avec la sortie d'Android Oreo en faveur d'émojis circulaires de style similaire à celui des autres plates-formes. L'interprétation cohérente des emoji entre les plateformes était l'un des principaux objectifs de la refonte.

### Après Android Oreo
Depuis 2017, de nombreux efforts ont été déployés pour maintenir les emoji blob après leur retrait par Google, dont Blobmoji, qui vise à poursuivre le développement des emoji dans son état de pré-refonte. Il existe également une communauté sur Discord qui héberge des blobs en tant qu'emoji personnalisés pour la plate-forme tout en réalisant des travaux originaux dans le même style.
Google a publié des packs d'autocollants contenant des emoji blob pour Gboard et Android Messages en 2018.

## Accueil
Les emoji blob ont constitué un élément de division entre 2013 et 2017. Les partisans ont salué leur nouvelle interprétation des idéogrammes emoji tandis que les détracteurs ont critiqué la mauvaise communication qui se produit lorsque les emoji sont interprétés différemment sur toutes les plateformes.